# Jesuitas quiteños del extrañamiento
Jesuitas quiteños del extrañamiento es un libro recopilatorio de poesías reunidas por Aurelio Espinosa Pólit y publicado en 1960. El tomo reúne obras de escritores jesuitas que fueron expulsados de la Real Audiencia de Quito y que el resto de su vida la vivieron en Italia, alrededor de la ciudad de Faenza, en general, donde empezaron una red de correspondencia que literaria que sería después recopilada por Juan de Velasco con el título de "Colección de poesías varias hechas por un ocioso en la ciudad de Faenza", o coloquialmente simplemente como el Ocioso de Faenza.
Para la recopilación, Espinosa Pólit revisó los cinco tomos del Ocioso de Faenza y recopiló a aquellos jesuitas que pertenecían a la Real Audiencia de Quito advirtiendo que de las 1.255 páginas que conforman la Colección, "no todo es ecuatoriano, pues al principio se guio más bien el P. Velasco por criterios puramente literarios, y, además, en toda la Colección dio amplio acceso a composiciones de jesuitas de otras nacionalidades íntimamente hermanados con los nuestros en la común desgracia".

## Breve resumen

### Lista de personas
La lista de Jesuitas expulsados que fueron incluidos en la edición fueron: 
- Juan de Velasco (Riobamba 1727 - Faenza 1792), historiador, poeta, naturalista.
- Isidro Losa (Quito 1725 - Roma 1782), sacerdote
- Francisco Javier Crespo (Cuenca 1707 - Faenza 1777), sacerdote
- Juan de Ullauri (Loja 1722 - Faenza 1801), sacerdote
- Juan Celedonio de Arteta (Guayaquil 1741 - Ravena 1796), sacerdote
- Nicolás Crespo (Cuenca 1701 - Ravena 1769), sacerdote
- José de Orozco (Riobamba 1733 - Ravena 1796), poeta y sacerdote
- Ramón Viescas (Quito 1731 - Ravena 1799), poeta y sacerdote
- José Garrido (Loja 1726 - Faenza 1780), sacerdote
- Sebastián Rendón (Loja 1715 - Faenza 1776), sacerdote
- Mariano de Andrade (Quito 1734 - Ravena 1811), poeta y sacerdote
- Manuel Orozco (Riobamba 1729 - Ravena 1786), sacerdote
- Joaquín Ayllon (Ambato 1728 - Roma 1808), sacerdote
- Ambrosio Larrea (Riobamba 1742 - Faenza 1796), poeta y sacerdote
- Joaquín Larrea (Riobamba 1743 - Faenza 1796), sacerdote
- Pedro Berrotea (Cuenca 1737 - Sevilla 1821), poeta, filósofo y misionero en Maynas

### Selección de los escritos por tema

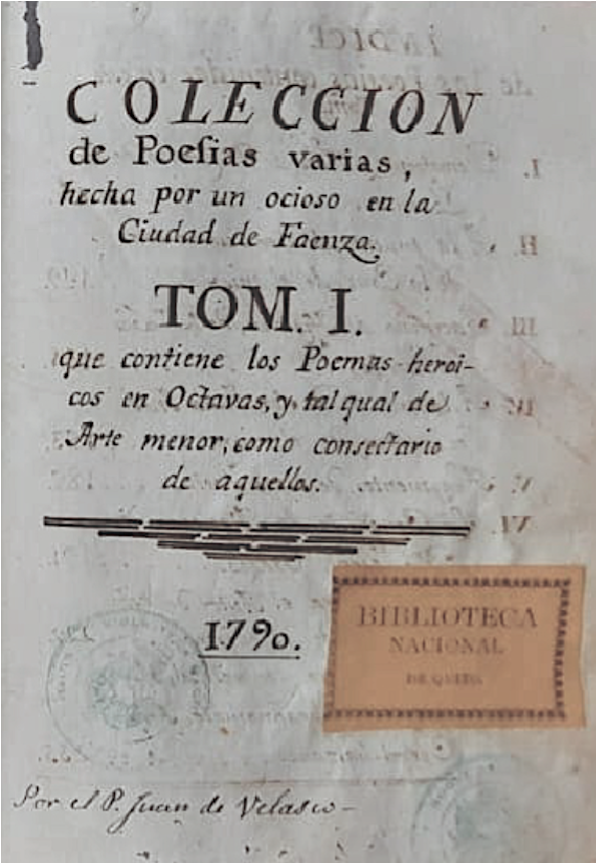
Primer tomo de "El ocioso de Faenza" de Juan de Velasco

La expulsión y la disolución de la Compañía: A este particular se dedicaron varios escritos como el "Lamento por la muerte de la Compañía de Jesús" de Manuel Orozco, o también el "Romance por salir desterrado de Quito" de Mariano Andrade, o el trágico "Diario del arresto en Quito y viaje a Italia" de Isidro Losa, así como la elegía de Nicolás Crespo titulada "Al salir de la provincia de Quito. También José Garrido dedicaría unas endechas reales a la publicación de "Breve extinción de la Compañía" y Ramón Viescas por su parte escribiría una lira "A los que procuraban la extinción de la Compañía". Ambrosio Larrea además dedicaría un soneto a los "delitos" de los que se acusaban a los jesuitas.
La sordera y la ceguera: Varios poemas fueron dedicados a enfermedades que iban adquiriendo a partir de la vejez. Entre ellas la más lamentada fue la sordera de Juan de Velasco a la que se dedicaron varios romances, décimas y sonetos. También la ceguera de los hermanos Costa fue objeto de dos sonetos. Esto lo que reflejaba era tanto la amistad y empatía, que permitía compartir el dolor entre personas cercanas, así como una forma de desahogo por las penas que les tocaba pasar lejos de su hogar.
Temas morales: Pedro Berroeta dedicaría varios sonetos morales a las virtudes así como a objetos de la naturaleza entre los que se encuentran: al avaro, podando el alma, jardín del alma, Palinodia, A un arrollo, A unas avecillas A un mirlo. Esto lo complementaría a su vez con meditaciones sobre el principio y fin del hombre, los pecados entre otros. José de Orozco escribiría "sentimientos de un pecador contrito".
Epistolario: Entre las cartas importantes se encuentran las dedicadas a Sánchez de Orellana por Joaquín Ayllón, la transcripción de una carta a Eugenio Espejo de Joaquín Larrea, las cartas al presidente de la Real Audiencia José de Diguja de Francisco Javier Crespo.
Poesía destacada: Dentro de los poemas más importantes se encuentran "La conquista de Menorca" de José de Orozco, un poema épico dedicado al triunfo bélico del Rey de España en la isla Mediterránea, ocurrido a finales del siglo XVIII. También importante fue el poema "La pasión de Cristo" de Pedro Berroeta, así como sus "Coplones de viejo", los "Sonetos morales" y sus "Meditaciones". Por otro lado, a Dante dedicarían varias composiciones como el soneto de Ambrosio Larrea o las liras de Ramón Viescas, ambas dedicadas  "Al sepulcro de Dante".

### Red poética y epistolaria
La llamada "red poética" en realidad no solo se limitó a poemas, según la colección hecha por Espinosa Pólit, pues abarcaba varios géneros como décimas, canciones, canzonettas italianas, sonetos, epigramas, endechas reales, pasaportes, relaciones y cartas. Muchos fueron dedicados a Juan de Velasco y la mayoría fueron dedicados o tuvieron como destinatario a personas "externas a la red". Dentro de aquellas que destacan se encuentran: Lorenzo Hervás y Panduro, Eugenio de Santacruz y Espejo, Lorenzo Ricci, José de Diguja, Sánchez Orellana.

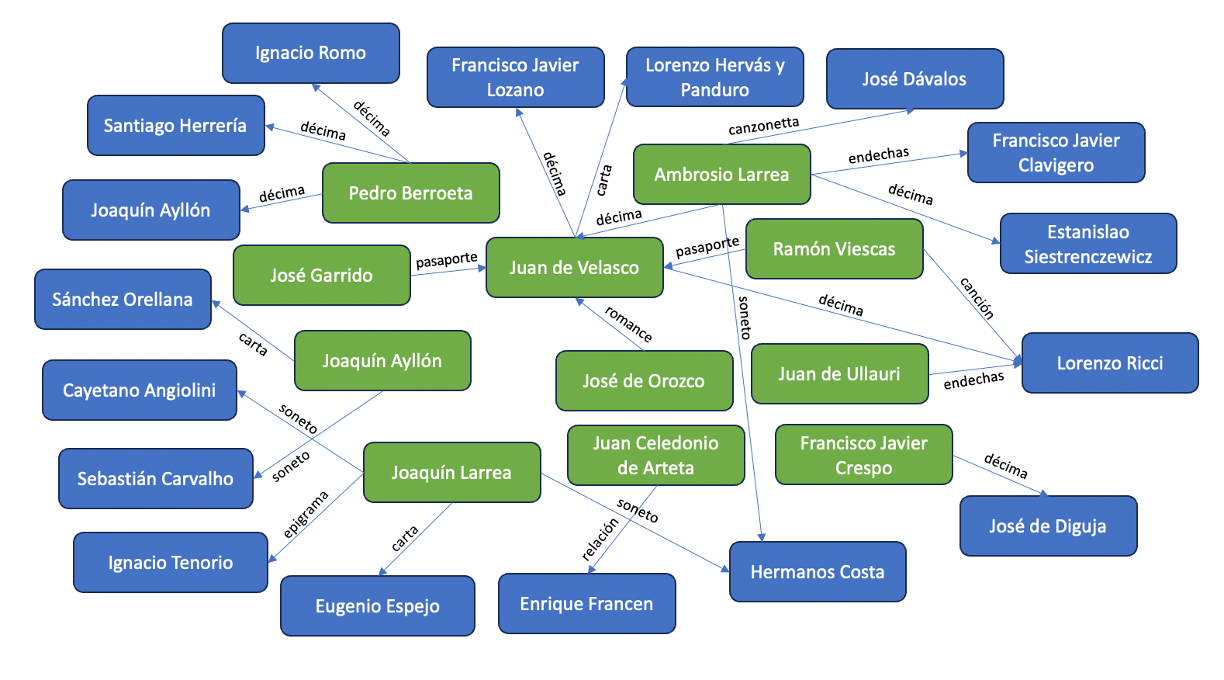
Red poética de los jesuitas del extrañamiento.

## Discusión acerca de Juan Bautista Aguirre
Uno de los jesuitas más destacado y que no fue incluido por Juan de Velasco en el Ocioso de Faenza fue sin duda Juan Bautista Aguirre. Esto sería motivo de estudio en años posteriores para conjeturar acerca de las posibles razones. Una de ellas se debe a la lejanía puesto que Aguirre viviría en Tívoli. Otra también sería el papel importante que tuvo Aguirre en Italia durante esta última etapa de su vida por sus conocimientos médicos y el hecho que era consultado en los estados pontificios por sus servicios, algo que lo mantendría alejado. Algo similar ocurriría con Pedro Berroeta que después tendría la oportunidad de trabajar en Sevilla lo que le distanciaría del resto de jesuitas en Italia. A pesar de la ausencia expresa de Aguirre, su presencia implícita a través de su estilo literario se hace notar puesto que sirven como base para el estudio del resto de poemas:
La obra aguirrense se puede adaptar como marco teórico para abarcar el estudio de los poetas extrañados, cuya obra de ninguna manera antagoniza con la de Aguirre, sino que realza y amplifica el valor de una poesía que también había quedado relegada al ámbito de lo epígono y lo anacrónico. 